# Greta Bünichmann
Greta Bünichmann (* in Altenroxel; † 23. Juni 1635) war eine Dienstmagd und ein Opfer der Hexenprozesse in Münster.

## Leben
Greta Bünichmann lebte seit 1621 in Münster und arbeitete sieben Jahre im Haushalt des Pferdehändlers Hermann Grotenhoff und seiner Frau Catharina. Der Vater von Greta Bünichmann war gestorben. Ihre Mutter war zehn Jahre zuvor als „Hexe“ verbrannt worden.

## Hexenprozesse in Münster
Greta Bünichmann gehörte zu den 41 Menschen, die vom Rat der Stadt in den Hexenverfolgungen in Münster zwischen 1552 und 1646 angeklagt wurden. 29 Hexenprozesse fanden in der Bischofsstadt statt, in denen auch Ehepaare oder Geschwister zur Rechenschaft gezogen wurden. Hingerichtet wurden ausschließlich Frauen, fünf „geständige Hexen“ und eine weitere Frau. Die fünf Frauen, die als verurteilte Hexen starben waren: Meyersche tho Bruninck (Vorname unbekannt), Molnersche (Vorname unbekannt), Anna zur Steinhorst, Elsa Buddenboems und Greta Bünichmann. Drei weitere Angeklagte starben unter der Folter. Die Prozesse häuften sich in den Jahren 1627–1635.

## Hexenprozess gegen Greta Bünichmann
Greta Bünichmann wurde am 24. Mai 1635 verhaftet. Anklagepunkt war unter anderem Schadenzauberei. Dem Arbeitgeber-Ehepaar waren in den letzten sieben Jahren 29 Pferde hintereinander weggestorben. Dafür wurde Greta verantwortlich gemacht. Außerdem, so ein weiterer Anklagepunkt, sei das Kind, das mit Bünichmann in einem Bett schlief, morgens mit Kratzspuren erwacht. Diese stammten angeblich von der Magd Greta, die sich nachts in das „Teufelstier“ Katze verwandelt habe. Außerdem habe Greta eine ungewöhnliche Krankheit des Mannes durch Handauflegen geheilt. Zudem habe die Magd ein Kind der Arbeitgeber beim Vaterunser-Beten unterbrochen. Alle diese Punkte konnte Bünichmann widerlegen. Sie sei wegen des Todes von zwei Pferden aus dem Hause Grotenhoffs verjagt worden, an dem Unglück selbst sei sie unschuldig. Die Tiere seien wegen Schorffs zu stark mit Rattenkraut eingerieben worden. Die Krankheit Grotenhoffs habe ihm schon vor ihrem Arbeitsbeginn zu schaffen gemacht, und seine Ehefrau habe sie zu ihm gerufen. Die Verletzung des Kindes sei so entstanden: das Kind habe stark geschnarcht, da habe sie die Hand vom Mund gezogen. Bei dieser Gelegenheit hatte sie es mit ihren langen, ungeschnittenen Nägeln gekratzt.
Bei ihrem ersten Verhör unter der Folter am 5. Juni beteuerte sie weiter ihre Unschuld: sagt und rufft sie, ihr geschehe gewalt und unrecht. Erst danach legte sie unter Druck ein Geständnis ab. Dabei wurden ihr mildernde Umstände zugesagt. Zur Last gelegt wurde ihr zum Ende des Prozesses noch zusätzlich der Tod eines der Kinder ihrer Arbeitgeber.
Das Protokoll des Hexenprozesses enthüllt das Motiv ihrer Arbeitgeber, Greta anzuzeigen: Sie schuldeten Greta Brünichmann eine beträchtliche Summe Geldes für den Kauf von Pferden und konnten sich durch den Hexenprozess dieser Schulden entledigen. Anscheinend war das Ehepaar Grotenhoff auch anderweitig in Geldnöten. Wegen hoher Schulden war das Ehepaar vor dem Rat verklagt worden.
Greta Bünichmann wurde am 23. Juni 1635 hingerichtet. Die mildernden Umstände bestanden darin, dass sie enthauptet und nicht bei lebendigem Leib verbrannt wurde. Greta Bünichmann wurde auf der „Galgenheide“ vor den Toren Münsters hingerichtet. Es war das letzte Urteil aufgrund von Hexerei in Münster.

## Gedenken
Um an ihr Schicksal zu erinnern, wurde 1994, trotz heftiger Proteste von Anwohnern, des örtlichen Pfarrers und einem Leserbriefkrieg, auf Beschluss des Rates der Stadt Münster in dem Neubaugebiet „Zum Guten Hirten“ die Greta-Bünichmann-Straße nach ihr benannt.